# Гольцман Абрам Зиновійович
Абрам Зиновійович Гольцман (24 грудня 1894, Одеса — 5 вересня 1933, Москва) — радянський партійний, профспілковий і державний діяч. Член ВУЦВК, член ЦВК СРСР 2-го і 6-го скликань. Член ЦК КП(б)У з 14 грудня 1921 по 4 квітня 1923 року. Член Центральної контрольної комісії ВКП(б) з 31 грудня 1925 по 5 вересня 1933 року.

## Біографія
Народився в єврейській родині робітника-вантажника в Одесі. У 1910 році закінчив Одеське ремісниче училище. З 1910 року брав участь у революційному русі.
У 1911 році був заарештований за революційну діяльність, засуджений до року каторжних робіт, у лютому 1913 року завільнений із ув'язнення. Організатор Одеської профспілки деревообробників. Знову був заарештований, засуджений до адміністративного заслання в Наримський край, у 1916 році втік із заслання, перейшов на нелегальне положення. У січні 1917 року заарештований в Харкові, у березні 1917 року амністований.
Член РСДРП(б) з квітня 1917 року.
З 1917 року — член ЦК Спілки металістів. У 1919—1920 роках — голова ЦК Спілки металістів.
З 1920 по 1921 рік — член президії ВЦРПС.
У 1921—1922 роках — голова Південного бюро ВЦРПС у Харкові.
Потім — член президії Комісії із використання матеріальних ресурсів при Раді праці і оборони РСФРР. З 1922 по 1925 рік — начальник Головелектро Вищої ради народного господарства (ВРНГ) РСФРР—СРСР. З 1924 по 1925 рік — член Президії ВРНГ СРСР.
У 1926—1930 роках — член колегії Народного комісаріату робочо-селянської інспекції СРСР.
З 19 грудня 1927 по 26 червня 1930 року — кандидат у члени Президії Центральної контрольної комісії ВКП(б). З 13 липня 1930 по 4 лютого 1932 року — член Президії Центральної контрольної комісії ВКП(б).
У 1930 — 5 вересня 1933 року — начальник Всесоюзного об'єднання цивільного повітряного флоту при Раді праці і оборони СРСР (з 1932 року — Головного управління цивільного повітряного флоту при Раді народних комісарів СРСР).
5 вересня 1933 загинув в авіаційній катастрофі біля міста Подольська Московської області. Похований в Кремлівській стіні на Красній площі Москви.

## Нагороди
- орден Леніна (17.08.1933)